# JR貨物DD200型柴電機車
JR貨物DD200型機車是日本貨物鐵道（JR Freight）的柴電機車，軸配置為Bo-Bo，用於貨運列車和調車任務。 原型機車於 2017 年 6 月下旬交付，在東京地區進行測試和評估。

## 概述
由於牽引非电化區間貨運列車以及調車用的DE10型柴液機車和DE11型柴液機車老化，而設計本型機車。 設計時運用了DF200與EF210型的技術，盡量使零件共通，減低開發費用。

## 構造
設計上與DE10型類似，單一駕駛室位於車體中段，前後端引擎室不等長，而將維護有問題的三軸轉向架改為兩軸轉向架，同時考慮到軸重（14.7噸，而DE10型與DE11型分別為13與14噸）。最高速度為110公里/小時，使其成為實際上是適用各種路線的泛用型機車。
動力系統借鏡了DF200型的經驗，以容易維護為目標。每部車裝用一台小松製作所的SAA12V140E-3型柴油引擎，排量為30.48升，水冷四衝程，V型12缸，输出功率895kW ， 型號為FDML30Z（但與國鐵時代的DML30系列引擎並無關連）。
引擎、主發電機、牽引電機鼓風機和冷卻水熱交換器安裝在車體的一端（1號端），輔助電源裝置和主變換裝置安裝在另一端（2號端）。
駕駛室內的布置與DE10和HD300型類似，駕駛台採橫向面對面並排佈置。

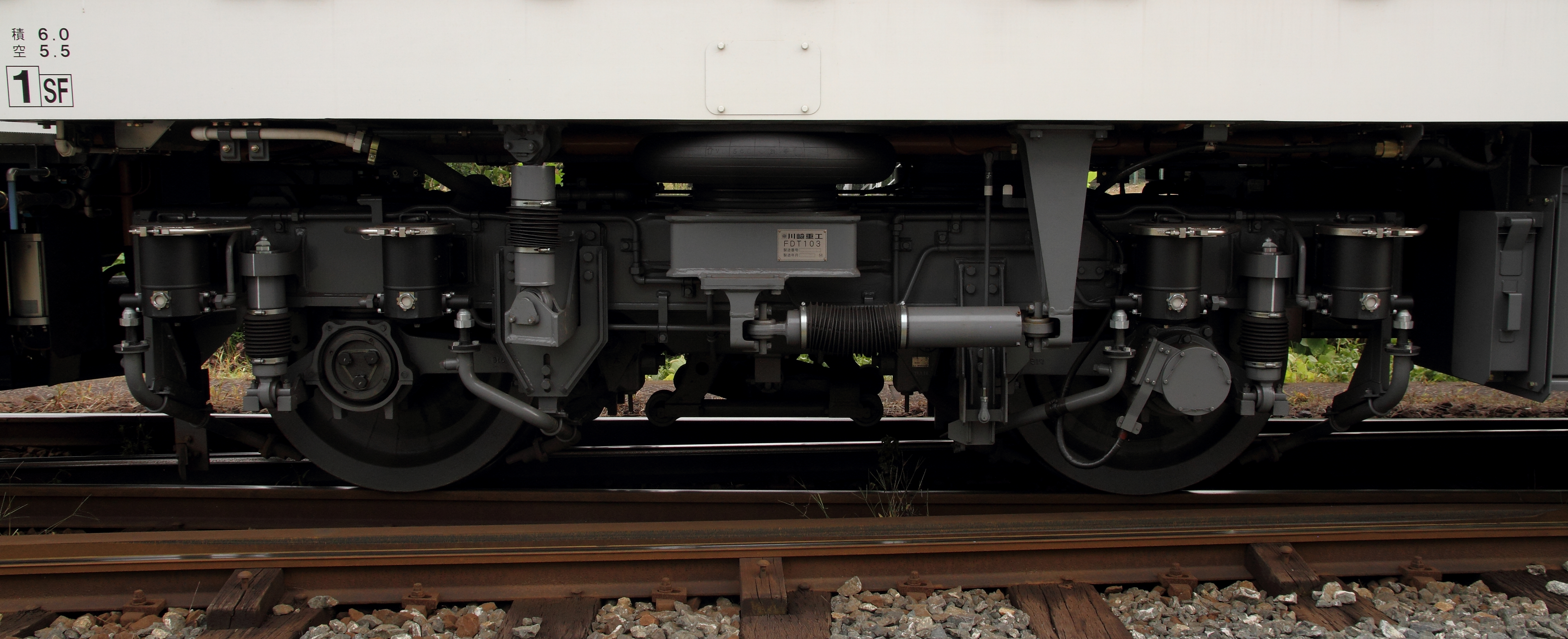
DD200 601（水島臨海鐵道）的 FDT103形2軸轉向架 （2021年9月12日 / 東水島）
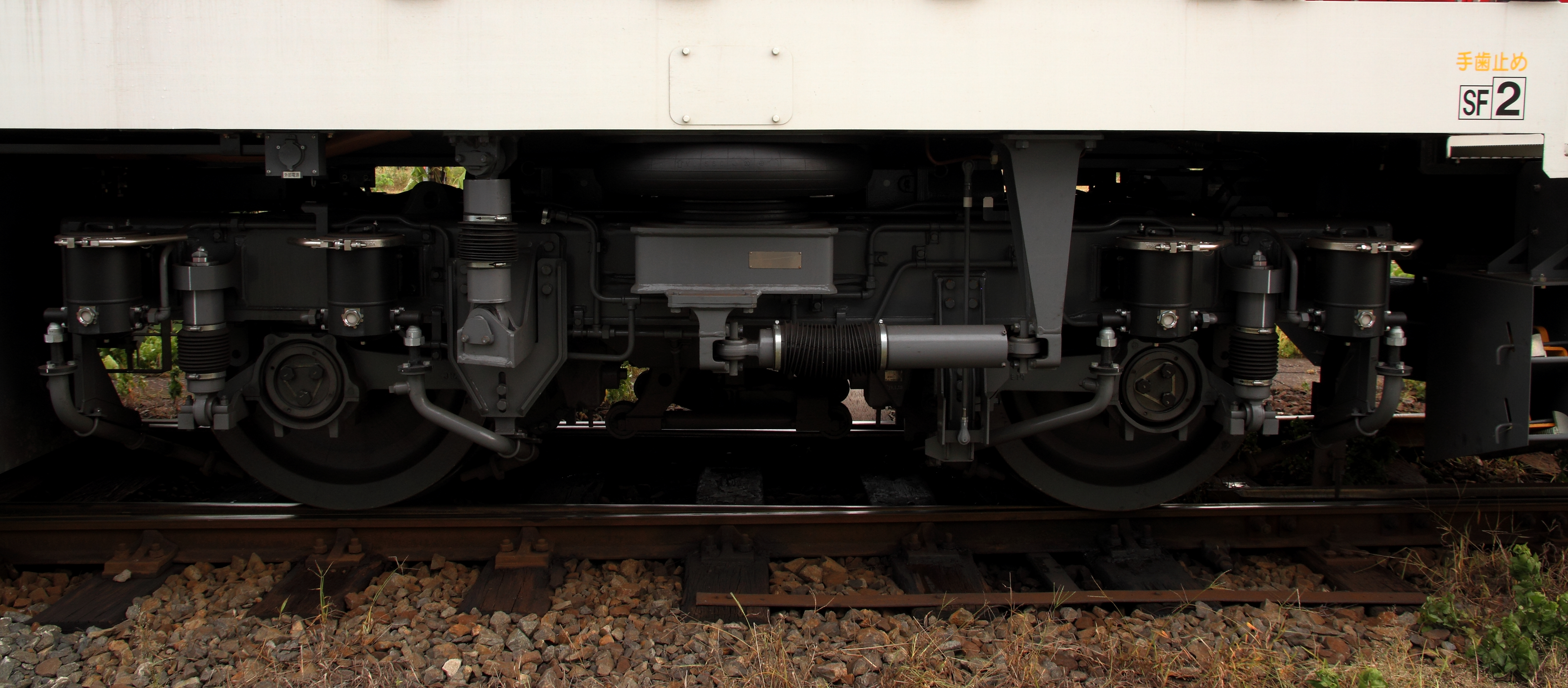
DD200 601（水島臨海鐵道）的 FDT103A形2軸轉向架 （2021年9月12日 / 東水島）

## 歷史
JR 貨物于 2017 年 6 月 15 日正式公布了 DD200 型的資料。 
原型機車 DD200-901 於 2017 年 6 月下旬從神户川崎重工工厂交車到 JR 貨物的的新鹤见機關區。計畫在東京貨運站進行調車作業，並在東京地區的幹線試運轉，進行測試和評估，以獲得用於量產的數據。 

## 配置
2017年6月29日，原型車901號車以甲種運輸送至新鶴見機關區。 
2017年8月21日和2017年8月25日在東京貨運總站和西湘貨物站之間進行了試運轉，同年10月至11月在東京貨運站與相模站之間進行了數天的試運轉。2017 年 11 月 18 日則在東北本線、石卷線和仙石線進行性能測試。
於2019年8月27日，量產型車的第一輛DD200-1交車，逐步取代DE10型。
截至2020年2月1日，愛知機關區配置9輛車（901號、1-8號）。 。
截至 2020 年 3 月 16 日時間表修訂，使用範圍如下：
- 東北本線/石卷線/仙石線：仙台貨運站- 小牛田 -石卷-石卷港
- 信越本線：燒島-新潟貨運站
- 新湊線：冰見線-愛之風富山鐵路線：高岡貨物-高岡-富山貨物
- 高山本線：速星～富山
- 山陽本線/鹿兒島本線：北九州貨運站-西小倉

### JR貨物以外的使用者
京葉臨海鉄道：最初宣布2021年5月交車，後於同年6月啟用，並稱為「RED MARINE」，車號由801起編。
水島臨海鉄道：2021年5月19日進行甲種輸送交車，編為601號。
九州旅客鉄道：2021年6月以甲種輸送至熊本車輛基地，編為701號，塗裝也依循該處的DE10型採黑色。

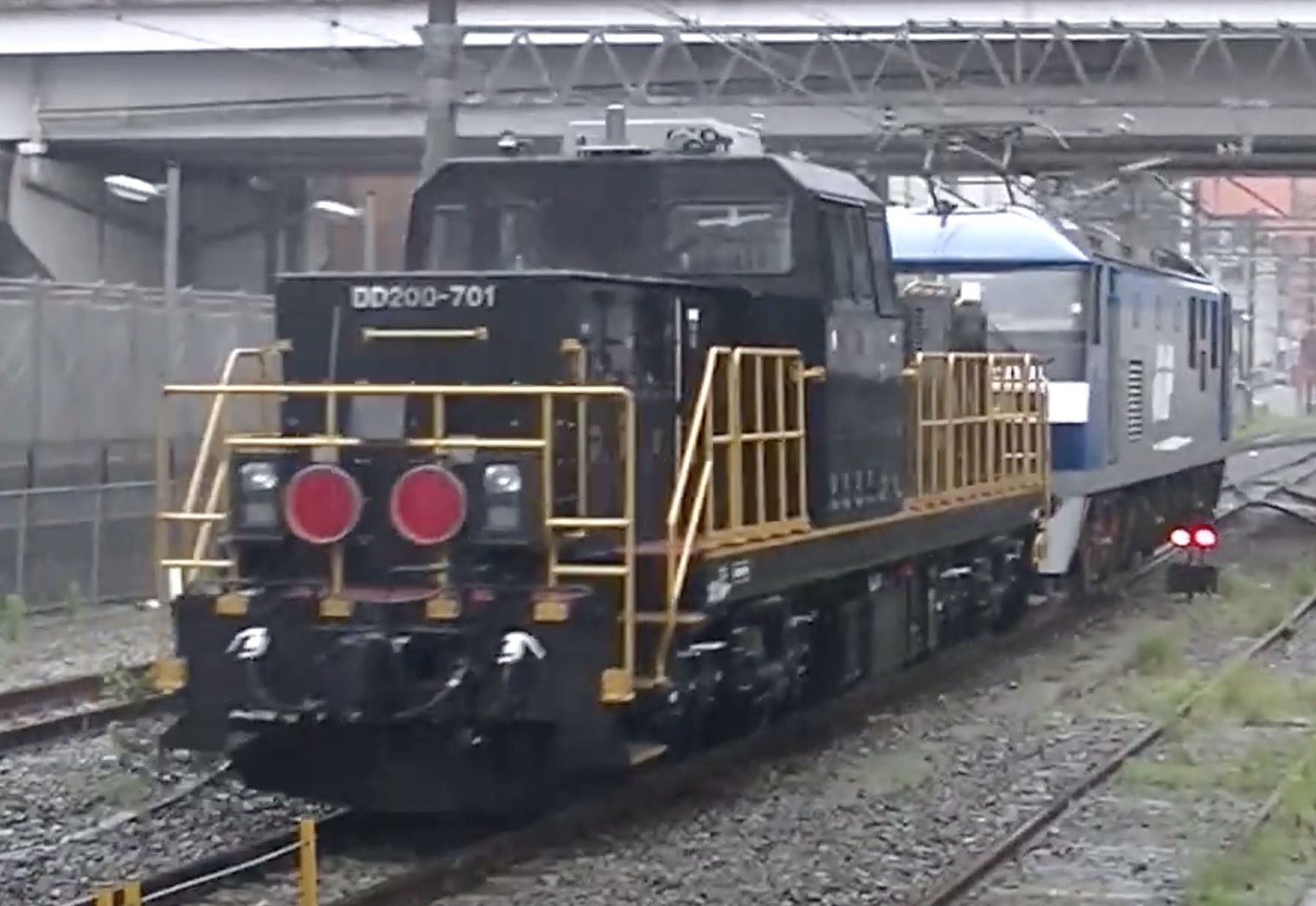
甲種輸送的701号車

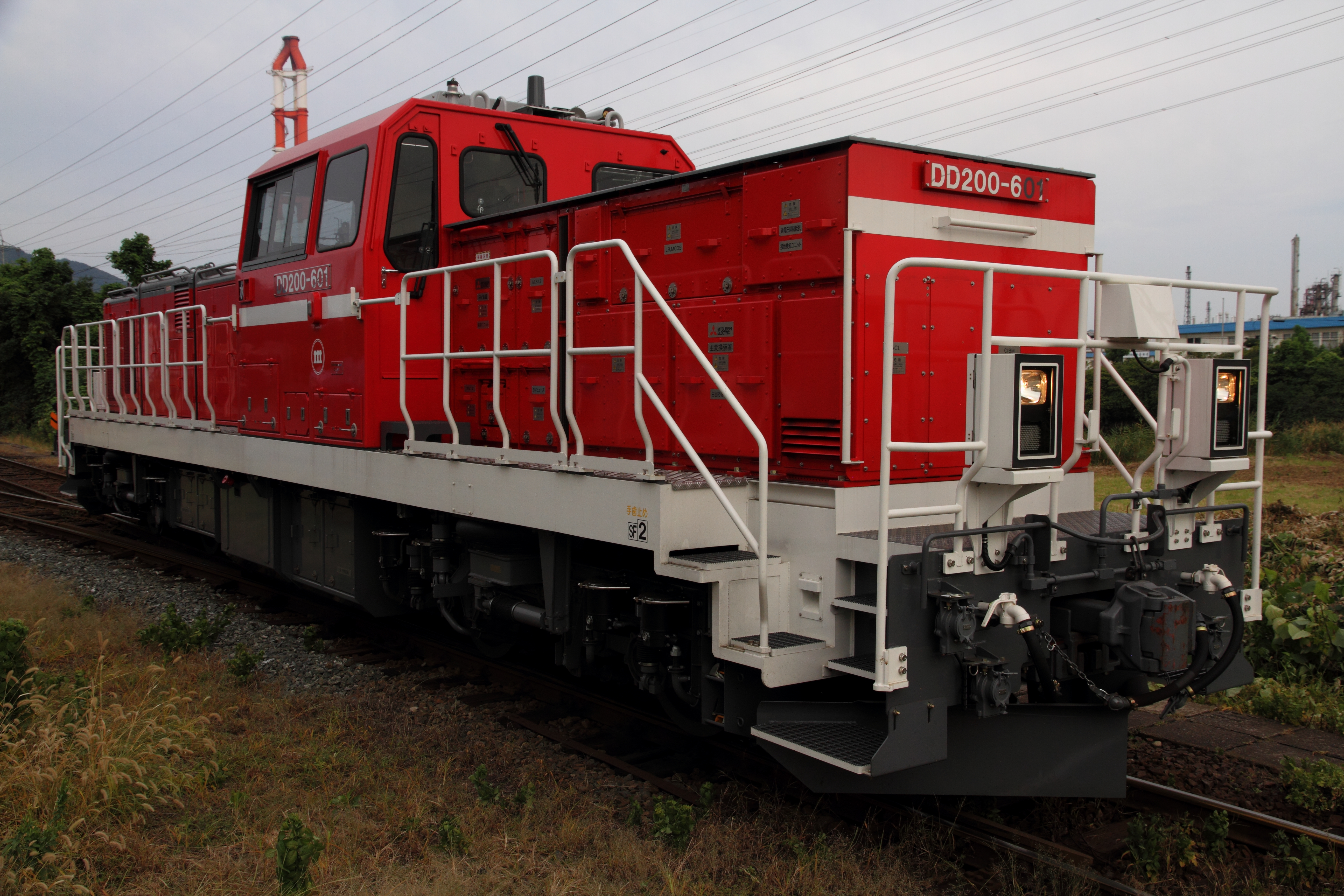
水島臨海鉄道所属的601号車

## 型號
DD200 型號意義如下。
- D：柴油機車
- D：四個動輪
- 200：使用交流電動機的柴電機車